# (3199) Nefertiti
(3199) Nefertiti (1982 RA) – planetoida z grupy Amora okrążająca Słońce w ciągu 1,98 lat w średniej odległości 1,57 au. Odkryta 13 września 1982 roku.